# Gorenje Gradišče pri Šentjerneju
Gorenje Gradišče pri Šentjerneju – wieś w Słowenii, w gminie Šentjernej. W 2018 roku liczyła 98 mieszkańców.